# Stillste Stund
Stillste Stund ist ein deutsches Avantgarde-Musikprojekt von Oliver Uckermann, das 1998 gegründet wurde.

## Name
Der Bandname geht auf Friedrich Nietzsches Hauptwerk Also sprach Zarathustra zurück. Die „stillste Stunde“ bezeichnet darin die tiefsten und ruhigsten (und damit auch furchtbarsten) Momente einer Person.

## Bandgeschichte
Oliver Uckermann macht schon seit 1989 Musik, er war Bassist einer Post-Punk-Band (Dustbin Romance) und einer New-Wave-Band (The Balance) sowie beteiligt an weiteren, teils avantgardistischen Projekten, u. a. mit der Sängerin Isgaard und dem Hörspiel-Musikkomponisten Jens-Peter Morgenstern. Parallel dazu schrieb er eigene Stücke, dachte dabei aber laut eigener Aussage jahrelang nicht an eine Veröffentlichung.
1998 gründete er Stillste Stund bewusst als Solo-Studioprojekt, um bei der Musik keine Kompromisse mit anderen Beteiligten eingehen zu müssen. 1999 nahm er Birgit Strunz und Inanis Kurzweil als Begleitsängerinnen hinzu.
Im selben Jahr veröffentlichten Stillste Stund eine Demoaufnahme namens Ein Mensch, ein Ding, ein Traum und wurden kurz darauf vom Label Alice In... unter Vertrag genommen.
Ein Mensch, ein Ding, ein Traum wurde am 22. Mai 2000 offiziell veröffentlicht und fand innerhalb der Schwarzen Szene großen Anklang. Hervorgehoben wurden die eher anspruchsvollen Texte und die experimentellen Klangarrangements. Das Orkus-Musikmagazin wählte Stillste Stund zu den Newcomern des Monats.
Das Zweitwerk Ursprung Paradoxon erschien 2001 und verschuf Stillste Stund Anerkennung in Szenekreisen über Deutschland hinaus. Stilistisch ähnelt es dem Vorgänger. Birgit Strunz, die vor zwei Jahren nur als gesangliche Unterstützung zum Projekt hinzugestoßen war, übernahm (wie bei allen folgenden Alben) das komplette Album-Artwork sowie das Design der Homepage. Bereits hier zeichnete sich also ab, das Stillste Stund nicht mehr nur das Solo-Projekt von Oliver Uckermann sein würde.
2002 war ihr Track Von der Tiefe vom Debütalbum in einer Folge der amerikanischen Fernsehserie Buffy – Im Bann der Dämonen zu hören (7. Staffel, 2. Folge). Die Band erfuhr davon aber erst im Nachhinein.
2003 veröffentlichten Stillste Stund ihr drittes Album Biestblut – Zwei in Einem – ein Gedankenkonstrukt in 7 Szenen, das als Konzeptalbum angelegt ist. Inhaltlich ist es geprägt von der Geschichte eines Mischwesens aus Mensch und Tier, das in einem Wald lebt und jagt, dann selbst gejagt wird und sich mehr und mehr bewusst wird, das es nur ein Konstrukt in der Gedankenwelt seines Schöpfers sein könnte. Formal ist das Werk – abgesehen von Prolog und Epilog – in sieben Szenen mit jeweils drei Tracks untergliedert. Der jeweils letzte Track jeder Szene ist so konzeptioniert, dass er auch losgelöst vom Fluss des Albums gehört werden kann, um das knapp 80-minütige Werk aufzulockern.
Biestblut … ist das letzte Album, auf dem Inanis Kurzweil mitwirkt.
2005 erschien mit Blendwerk Antikunst das bis dahin meistverkaufte Album von Stillste Stund.
2008 folgte Von Rosen und Neurosen – eine erlesene Sammlung grausamster Albträume. in der Limited Edition ist eine zweite CD namens Alice EP enthalten, die sich auf musikalische Adaptionen von Lewis Carrolls Fantasiewelten konzentriert.
Im März 2023 meldete sich die Band nach 15 Jahren der Stille mit einer Nachricht an ihre Fans zurück. Sie bedankten sich für die anhaltende Unterstützung und kündigten an, dass neue Musik veröffentlicht werden soll. Die Band erwähnte, dass in den letzten Jahren zahlreiche Werke entstanden sind, die jedoch nicht veröffentlicht wurden, und bezeichnete diese als „Schattenwerke“. Im Frühling 2022 begannen sie, weitere Titel aufzunehmen.
2023 veröffentlichte Stillste Stund mit Grüße aus dem Fegefeuer eine 40-minütige EP, die ausschließlich digital erschien.
2024 wurde die 2-Track-Single Schmerzstiller digital veröffentlicht.

## Musik

### Musikalische Einflüsse
Oliver Uckermann betont sein Faible für Filmscores, zum Beispiel von Danny Elfman oder Christopher Young, und für spätromantische Klassik, insbesondere für Richard Wagner. Außerdem hört er sehr gern Post-Punk, Gothic Rock und Dark Wave aus den 1970ern und 1980ern (u. a. Siouxsie and the Banshees, The Cure, Joy Division) sowie modernen Indie-Rock und atonale oder dissonante Neue Musik (Arnold Schönberg, György Ligeti).

### Musikalischer Stil
Die oben genannten Einflüsse setzen Stillste Stund in einer nur schwer vergleichbaren Weise neu zusammen. Charakteristisch ist der fließende Wechsel zwischen Passagen mit gesprochen vorgetragenen Texten (mit musikalischer Untermalung, ähnlich einem Hörspiel) und „tanzbaren“ Abschnitten. Das Verhältnis dieser beiden Anteile zueinander wechselt von Lied zu Lied teils stark. Auch die Instrumentalisierung ist manchmal vorwiegend klassisch bzw. akustisch (besonders auf dem Album Von Rosen und Neurosen …), manchmal aber auch stark elektronisch (zum Beispiel in Mühle mahlt auf dem Album Ursprung Paradoxon). Laut eigener Aussage ist dem Duo bei allen Kompositionen stets die vermittelte Atmosphäre am wichtigsten.

### Wiederkehrende Themen
In den Texten von Stillste Stund werden oft alte deutsche Märchen oder Sagen (wie zum Beispiel Krabat) oder andere fantastische Geschichten verarbeitet; über drei Alben hinweg verarbeitete das Duo Elemente von Lewis Carrolls Alice hinter den Spiegeln, allerdings in einer weit düstereren Grundstimmung.
Sehr häufig finden sich in den Texten auch Gedanken von Friedrich Nietzsche (der auch bei der Namensfindung der Band herangezogen wurde) und anderen Philosophen. Das lyrische Ich in den Texten stellt sehr oft die eigene Wahrnehmung infrage, oft sogar die eigene Existenz (besonders auf dem Konzeptalbum Biestblut …).
Auf ihrer MySpace-Seite (Memento vom 19. Januar 2011 im Internet Archive) schreibt das Duo, seine Musik klinge …
[…] wie eine feine Teegesellschaft bestehend aus Friedrich Nietzsche, Mary Shelley, Tim Burton und den Gebrüdern Grimm mitten im dissoziativen Wunderland Deiner gespaltenen Persönlichkeit – Denn vielleicht ist dies alles gar nicht real und nur in Deinem Kopf existent!

## Auftritte
Stillste Stund verstehen sich selbst als Studio-Projekt und haben als solches keine Auftritte. Oliver Uckermann begründet dies auch damit, dass sich die Musik nicht für öffentliche Gigs eigne. Den Kontakt zu ihren Fans halten sie hauptsächlich über E-Mails und Online-Foren.

## Diskografie

### Alben
- 2000: Ein Mensch, ein Ding, ein Traum (Alice In...)
- 2001: Ursprung Paradoxon (Alice In...)
- 2003: Biestblut – Zwei in Einem – Ein Gedankenkonstrukt in 7 Szenen (Alice In...)
- 2005: Blendwerk Antikunst (Alice In...)
- 2008: Von Rosen und Neurosen – Eine erlesene Sammlung grausamster Albträume (Alice In...). In der limitierten Auflage mit der Alice EP
- 2023: Grüße aus dem Fegefeuer (Alice In...)

### Singles
- 2023: Grins, Barbeé, grins! (Alice In...)
- 2024: Schmerzstiller – 2-Track-Single (Alice In...)

### Remixe
- 2006: Das Ich – Cabaret (auf Cabaret/Varieté von Das Ich)
- 2009: Caputt – Alakazam! (auf Maschinenkind EP von Caputt)
- 2009: Wumpscut – Mortal Highway (auf Bunkertor 7 – Re-Sample Edition von Wumpscut)

### Filmmusik-Beiträge
- 2002: Von der Tiefe (inoff. Remix) (in: Buffy – Im Bann der Dämonen, Staffel 7, Folge 2: Beneath You)